# Mimulopsis solmsii
Espèce
Synonymes
- Mimulopsis solmsii var. solmsii[1]

Mimulopsis solmsii Schweinf. est une espèce de plantes à fleurs de la famille des Acanthaceae et du genre Mimulopsis.

## Étymologie
Son épithète spécifique solmsii rend hommage au botaniste allemand Hermann zu Solms-Laubach.

## Liste des variétés
Selon Tropicos (9 janvier 2018) (attention, liste brute contenant possiblement des synonymes) :
- variété Mimulopsis solmsii var. orophila Troupin
- variété Mimulopsis solmsii var. solmsii